# Barbacoll estriat oriental
El barbacoll estriat oriental (Nystalus striolatus) és una espècie d'ocell de la família dels bucònids (Bucconidae) que habita formacions boscoses a prop de l'aigua a l'est de l'Equador i del Perú, sud-oest del Brasil i nord i est de Bolívia.